# José Joffily
José Joffily Bezerra Filho (João Pessoa, 27 de novembro de 1945), mais conhecido como José Joffily, é um diretor, roteirista, produtor e, eventualmente, ator brasileiro.
Nascido na Paraíba em 1945 e criado no Rio de Janeiro, onde se formou em Direito pela UERJ. É mestre em Comunicação pela Universidade Federal do Rio de Janeiro e foi professor, durante vinte anos, no Departamento de Cinema e Vídeo da Universidade Federal Fluminense.
Trabalhou como fotógrafo freelancer para diversas revistas, entre elas O Cruzeiro, Realidade e Placar. Começou sua carreira cinematográfica dirigindo curtas em 1977, com "Praça Tiradentes" e "Alô Tetéia". Alcançou destaque depois da repercussão de seus curtas-metragens "Galeria Alaska" e "Copa mixta", ambos de 1979.
Em 1981 fundou a produtora Coevos filmes, com a qual passou a produzir seus projetos audiovisuais. Fez alguns trabalhos como ator, como em Bete Balanço, em 1984.
Ficou famoso após o lançamento do longa "A Maldição do Sanpaku" (1991), e se estabeleceu como cineasta no premiado "Quem Matou Pixote?" (1996), vencedor de três Kikitos em Gramado: Melhor Filme, Roteiro e Troféu do Público. Em 2009, dirigiu "Olhos azuis" que recebeu os prêmios de melhor filme, melhor roteiro, melhor atriz, melhor ator codjuvante, melhor som e melhor montagem no Festival Paulínia de Cinema de 2009. A partir dos anos 2000 passou a intercalar filmes de ficção e documentário.
Entre 1999 e 2000 foi presidente da Associação Brasileira de Cineastas, a ABRACI.
Filho do político, empresário e historiador paraibano, José Joffily Bezerra de Mello. O livro do pai  "Anayde Beiriz" (no qual, destaca os aspectos trágicos e simultaneamente românticos da Revolução de 1930) foi a inspiração para o filme Parahyba Mulher Macho, de 1983.
É pai de Isabel Joffily, também cineasta. É primo do diretor Felipe Joffily.

## Filmografia
- 2022 - Sinfonia de um Homem Comum — diretor.[12]
- 2019  - Soldado Estrangeiro — diretor.[13]
- 2017 - Amor de 4 (série de TV, exibida no Canal Brasil) — criação, direção, roteiro.[14][15][16]
- 2015 - Caminho de Volta — diretor
- 2013 - Mão na Luva — diretor.[17]
- 2010 - Prova de Artista — diretor
- 2009 - Olhos Azuis — diretor.[18]
- 2005 - Achados e perdidos — diretor
- 2005 - Vocação do poder — diretor.[19]
- 2002 - 2 Perdidos numa Noite Suja — diretor
- 2001 - O chamado de Deus — diretor e produtor.[20]
- 1998 - Bela e galhofeira — ator
- 1996 - Quem Matou Pixote? — diretor e roteirista
- 1994 - Lamarca — produtor
- 1992 - A maldição do Sanpaku — diretor e roteirista
- 1991 - Vai trabalhar, vagabundo II - A volta  — roteirista
- 1989 - Kananga do Japão (novela) — ator
- 1987 - Terra para Rose  — roteirista
- 1986 - A cor do seu destino  — roteirista
- 1985 - Avaeté - Semente da vingança  — roteirista
- 1985 - O rei do Rio  — roteirista
- 1985 - Urubus e papagaios — diretor e roteirista
- 1984 - A filha dos Trapalhões  — roteirista
- 1984 - Bete Balanço — ator
- 1983 - Parahyba mulher macho  — roteirista
- 1977 - Praça Tiradentes - roteirista

## Prêmios e indicações
Festival de Gramado
- Agraciado com o Kikito de Ouro na categoria de Melhor Filme, por Quem Matou Pixote?" (1996).
- Agraciado com o Kikito de Ouro na categoria de Melhor Argumento/Roteiro, por Quem Matou Pixote? (1996).

Festival de Brasília
- Laureado com o Troféu Candango na categoria de Melhor Filme, por A Maldição do Sanpaku (1992).
- Laureado com o Troféu Candango na categoria de Melhor Realizador/Diretor, por Dois Perdidos Numa Noite Suja (2003).
- Laureado com o Troféu Candango na categoria de Melhor Argumento/Roteiro, por A Cor do seu Destino (1986).

Festival de Paulínia
- Galardoado com A Menina de Ouro na categoria de Melhor Filme, por Olhos Azuis (2009).[21]

Festival de Anapólis (edição 2012)
- Recebeu o Troféu Beto Leão na categoria de Melhor Diretor, por Olhos Azuis (2009).